# Анжу (Монтреал)
Анжу (фр. Anjou) је једна од 19 општина Монтреала. Општина је образована 1. јануара 2002.